# Országos Kulturális Digitalizációs Közfoglalkoztatási Program
2011-ben a Nemzeti Filmarchívum bázisán alakult Magyar Nemzeti Digitális Archívum és Filmintézet, 2012−2013-ban – többek közt a Nemzeti Művelődési Intézet mellett – elsők között vett részt az Országos Kulturális Digitalizációs Közfoglalkoztatási Mintaprogramok működési modelljének kialakításában. A programot a Nemzeti Művelődési Intézettel (jelenleg Művelődési Intézet Nonprofit Kft.) együtt dolgozta ki, és nyújtotta be a Belügyminisztériumnak.
A Magyar Nemzeti Digitális Archívum (2017. Január 1-től: Forum Hungaricum Nonprofit Kft.) Országos Kulturális Digitalizációs Közfoglalkoztatási Programja a magyar kulturális örökség digitalizálására és feldolgozására irányul. A programban együttműködő önkormányzatokkal és kulturális intézményekkel közösen végzik az archiválási munkát, elősegítve az adott településeken élő munkavállalók foglalkoztatását, majd a munkaerőpiacon való sikeres elhelyezkedésüket.
Az Országos Kulturális Digitalizációs Közfoglalkoztatási Program célja, hogy kvalifikált, de a munkaerőpiacon elhelyezkedni nem tudó álláskeresőket vonjon be a kulturális örökség digitalizációjának folyamatába. A kulturális tartalmak digitalizációja alapfokú kulturális, valamint felhasználói szintű számítógépes informatikai és számítástechnikai képzést igényel. A programban részt vevő archivátorok belső, betanító jellegű képzést kapnak a program keretén belül. Önálló elektronikus tananyag került kidolgozásra, amely e-learning rendszer keretében alkalmas a foglalkoztatottak digitalizációs képzésére, továbbképzésére. A Forum Hungaricum a közfoglalkoztatottak munkáltatójaként emberi és pénzügyi erőforrással, valamint technikai eszközök (számítógépek, szkennerek és adattárolók) biztosításával koordináló szerepet lát el, míg a szakmai felügyeletet a programban részt vevő partnerintézmények biztosítják. Ők határozzák meg azt is, hogy az intézményen belül mit digitalizálnak, a keletkezett digitális adatokhoz milyen hozzáférést engedélyeznek. Fontos kiemelni, hogy a Forum Hungaricum nem vonja magához a keletkezett digitális tartalmak jogtulajdonlását.
A Forum Hungaricum aggregációs adatbázisa a magyarországi múzeumok, könyvtárak, levéltárak, magángyűjtemények, civil szervezetek, kulturális- és oktatási profilú intézmények digitalizált kulturális javait egy közös felületen publikáló, nyilvános online gyűjtemény. Az adatbázisnak célja a digitalizált értékek gyűjtése, rendszerezése és a szerzői jog keretei között a nyilvánosság számára hozzáférhetővé tétele, így nyújt betekintést partnereinek állományába, felfedi a kulturális tartalmakat, amelyeknek holléte egységes adatbázis híján nehezebben lenne beazonosítható. 2013-tól kezdődően közel 170 – volt és jelenlegi –partnerintézmény adja közre digitalizált dokumentumait az adatbázison keresztül, az Országos Kulturális Digitalizációs Közfoglalkoztatási Program segítségével.
A Forum Hungaricum Nonprofit Kft., nemzeti aggregátorként, ellátja a nemzeti kulturális értékek digitális formátumainak és a hozzájuk tartozó metaadatoknak az összegyűjtését és az Europeana Alapítvány felé történő exportálását, így az Európai Digitális Könyvtár nyilvános gyűjteményét is gyarapítja.

## Közfoglalkoztatási programok kronológikus sorrendben

### Kulturális Közfoglalkoztatási Mintaprogramok 2012-2013
I. Kulturális Közfoglalkoztatási Mintaprogram 
2012-ben indult 200 fő részvételével zajlott.
II. Kulturális Közfoglalkoztatási Mintaprogram
2013-ban mintegy ezer fő részvételével, 33 városban 147 partnerintézmény bevonásával valósult meg.

### Országos Kulturális Digitalizációs Közfoglalkoztatási Programok
I. Országos Kulturális Digitalizációs Közfoglalkoztatási Program
2013. november 1-jén indult el 900 fő foglalkoztatásával. A programban 160 kulturális intézmény vett részt. 
II. Országos Kulturális Digitalizációs Közfoglalkoztatási Program
2014. június 1.-én indult eredetileg november végi határidővel, azonban a program hosszabbítás után 2015. február utolsó napjáig tartott. A program 500 fő részvételével 24 településen 90 kulturális partnerintézményben, közel 400 digitalizáló eszközzel – az apró helyi, helytörténeti gyűjteményektől a legnagyobb közgyűjteményekig – folyt digitalizálás, kulturális adatfeldolgozás.
III. Országos Kulturális Digitalizációs Közfoglalkoztatási Program
2015. március 1-től 2016. február 29.-ig 500 fő kulturális közfoglalkoztatott részvételével zajlott.
IV. Országos Kulturális Digitalizációs Közfoglalkoztatási Program
2016. március 1. és 2017. február 28. között szintén 500 fő kulturális közfoglalkoztatott részvételével zajlott.